# Krzysztof Sidor
Krzysztof Sidor (ur. 8 maja 1975 w Warszawie) – polski koszykarz występujący na pozycjach obrońcy, reprezentant Polski.

## Osiągnięcia
Klubowe
- Mistrz Polski (1997)
- Wicemistrz Polski (1998)
- 2-krotny brązowy medalista mistrzostw Polski (2004, 2005)
- 2-krotny zdobywca Pucharu Polski (1998, 1999)
- Uczestnik rozgrywek:
  - Pucharu Koracia (1996/97, 1999/2000)
  - Eurocup (1997/98)
  - Pucharu Saporty (1998/99)

Indywidualne
- Lider PLK w skuteczności rzutów wolnych (1997)
- Uczestnik meczu gwiazd PLK (1998)[1]

Reprezentacja
- Uczestnik eliminacji do mistrzostw Europy (1999, 2001, 2003)